# Serra del Montsià
La serra del Montsià és un conjunt muntanyós, paral·lel al litoral mediterrani, situat al sud de les Terres de l'Ebre.
Serralada relativament alta i molt a prop de la línia de costa, la serra del Montsià és un punt de referència geogràfic i privilegiat mirador de les comarques del Baix Ebre, Montsià, Baix Maestrat i Ports.

## Geografia i geologia

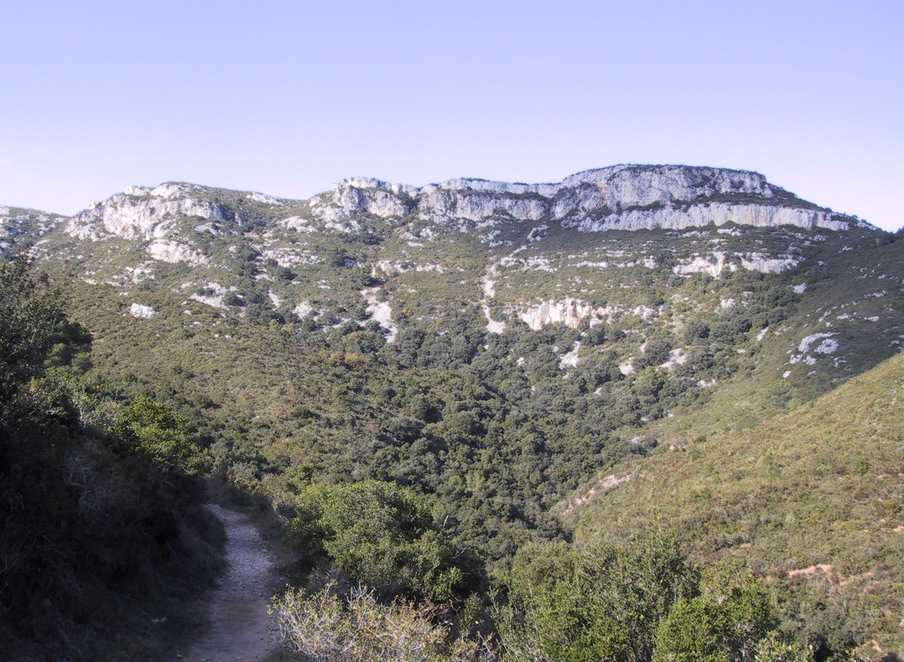
Mata-redona, un dels cims principals de la Serra del Montsià

Geogràficament aquesta cadena muntanyosa s'estén al mateix litoral des del riu Ebre (al nord) fins al riu Sénia (al sud). Forma part de la Serralada Litoral Catalana. L'eix principal s'orienta en direcció NE-SO paral·lela a la línia de costa, amb una longitud total d'uns 12 km i una amplada de 5 km. Presenta una abrupta orografia amb espadats, cingles i barrancs que li confereixen una acusada inaccessibilitat i forts desnivells.
El seu punt més alt és la Torreta del Montsià (764 m), al centre de la serralada. Tot i així, amb el seu perfil triangular, la Mola cima, un xic més al sud, sembla el cim més alt quan hom veu la serra del Montsià des d'Ulldecona i els voltants.
Un altre cim emblemàtic és la Foradada, situada al nord de la Torreta, car és un magnífic mirador natural sobre el Delta de l'Ebre.
El massís del Montsià és un bloc limitat per falles aixecat respecte a la plana costanera i la cubeta d'Ulldecona (a l'interior). Es va formar fa 25 milions d'anys durant l'orogènia alpina. Geològicament el conjunt format per la Serra del Montsià - fossa (o foia) d'Ulldecona/Freginals - serra de Godall és molt similar al conjunt format per les Talaies d'Alcalà - foia de Santa Magdalena de Polpís/Alcalà de Xivert - Serra d'Irta situat més al sud. Aquests conjunts formen la transició entre el Sistema Mediterrani Català i el Sistema Ibèric. Són muntanyes de tipus calcari amb molts avencs i coves.

## Protecció oficial i ecologia

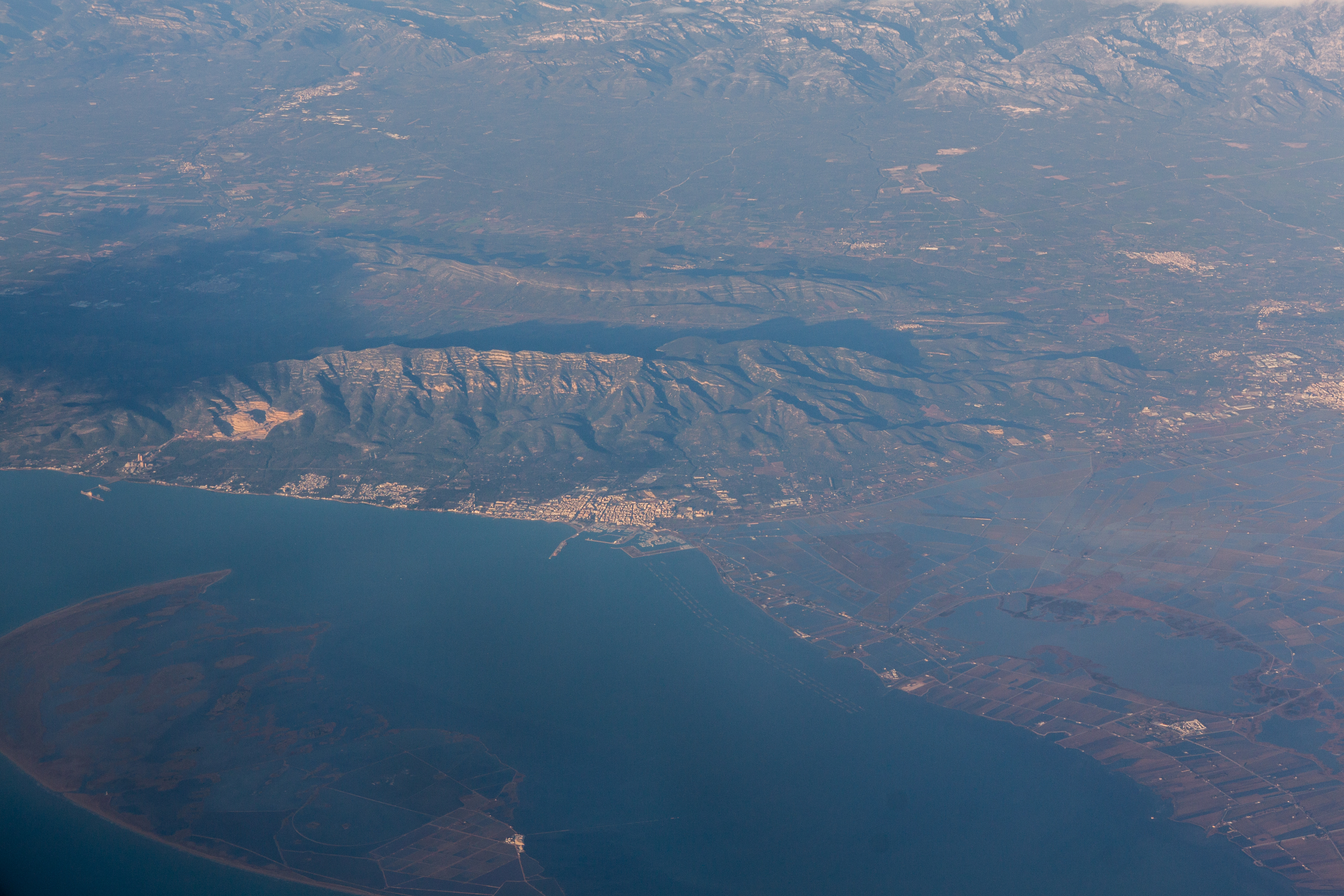
Vista aèria de la Serra de Montsià

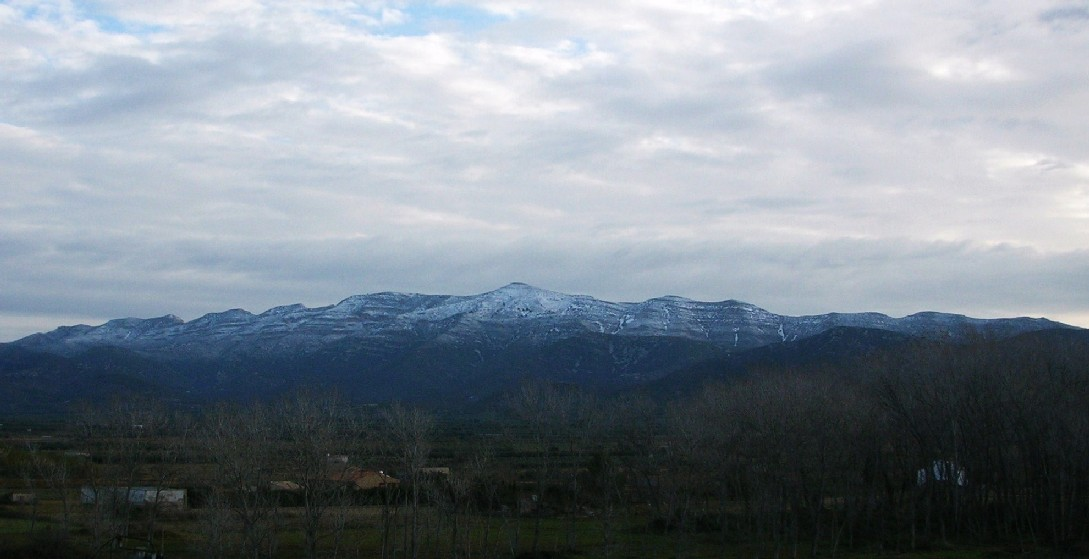
La Serra del Montsià amb neu. La Mola-cima (748 m) sembla el cim més alt des de molts angles.

La serra destaca per la singularitat del seu relleu calcari, per mantenir ecosistemes naturals mediterranis representatius, i pel seu interès biogeogràfic, en constituir el límit sud per a algunes espècies extra-mediterrànies i un important enclavament d'elements meridionals.
Administrativament la serra del Montsià està dividida entre els termes municipals d'Alcanar, Ulldecona, Freginals, Amposta i La Ràpita.
Aquest espai natural vora el litoral, malgrat l'elevada freqüentació humana que ha sofert i alguns incendis, es manté poc alterat, raó per la qual ha estat inclosa dins el Pla d'Espais d'Interès Natural de Catalunya PEIN- (en data de 6/3/2000) que li atorga unes directrius per protecció del Medi natural i del Paisatge.
Hi ha una extensa zona degradada al vessant sud-est dels massís causada per una pedrera que treu material calcari per la producció de ciment.
Actualment l'excursionisme, la cacera, l'escalada i la BTT són les úniques activitats permeses dins del P.E.I.N. del Montsià.

## Vegetació i fauna
La serra de Montsià té un règim climàtic mediterrani on impera el rocam calcari, i una diversitat d'ambients definits per les comunitats vegetals, on viuen les espècies animals (hàbitats):
- Alzinar: bosc mediterrani característic que acull espècies de fauna de forma permanent, i com a dormidors d'altres. Són les restes de l'ecosistema abans dominant a la serra, ara escàs degut a l'explotació forestal, la pastura, l'agricultura i els incendis.
- Pinedes.
- Màquies, garrigues i brolles: hi habita la serpeta cega, serp de ferradura, el dragó rosat, sarganter petit i la tortuga mediterrània que estava extinta i s'ha reintroduït.
- Camps de conreu amb oliveres, ametllers, vinya i garrofers. Són bons hàbitats per a moltes espècies, sobretot d'aus. Una bona font d'alimentació, tant a l'hivern (pels fruits) com a l'estiu (pels insectes) Habita l'eriçó, la llebre, el conill i caçadors com el falcó pelegrí o l'Astor.
- Cingles: importants per a la nidificació d'aus, com l'àguila cuabarrada, falcó o el duc.
- Vessants rocallosos: són les tarteres i rasclers (coneguts localment com a aixirigalls), ideals per als rèptils, llangardaix o escorpí.
- Edificis tipus maset: per als ocells, orenetes…
- Coves i balmes: la humitat i foscor són importants per a insectes, aràcnids...
- Ambients aquàtics: Llocs on raja i/o s'acumula l'aigua. Tenen la funció d'abeuradors de tots els animals i com a punt de reproducció són imprescindibles per a amfibis urodels, com l'ofegabous, tritó palmat i tritó verd i invertebrats com la vaqueta, aràcnids, insectes i petits crustacis.